# Trochosa infausta
Trochosa infausta är en spindelart som först beskrevs av Cândido Firmino de Mello-Leitão 1941. 
Trochosa infausta ingår i släktet Trochosa och familjen vargspindlar. Inga underarter finns listade i Catalogue of Life.